# Amore che prendi amore che dai
Amore che prendi amore che dai è il 23º album in studio dei Nomadi. Ha raggiunto la prima posizione nella classifica italiana.

## Descrizione
Il cd singolo Sangue al cuore contiene anche Life is in my hands, cover in inglese del brano Se non ho te realizzata da May, La vita che seduce - live a Novellara 2002 e la relativa traccia video di quest'ultimo brano.

## Tracce
1. Sangue al cuore – 4:34 (testo: Lorella Cerquetti e Danilo Sacco – musica: Giuseppe Carletti e Andrea Mei)
2. Amore che prendi amore che dai – 4:19 (Giuseppe Carletti, Massimo Vecchi, Marco Chiarelli)
3. L'angelo caduto – 4:19 (testo: Lorena Fontana e Giuseppe Carletti – musica: Lorena Fontana, Calogero Falzone e Giuseppe Carletti)
4. Il re è nudo – 4:39 (Lorena Fontana, Calogero Falzone, Andrea Mei e Giuseppe Carletti)
5. Trovare Dio – 5:00 (Diego Pigozza, Giuseppe Carletti e Nicola Pietrogrande)
6. Sospesi tra terra e cielo – 4:06 (Elena Carletti, Giuseppe Carletti e Marco Chiarelli)
7. Il circo è acceso – 3:41 (Giuseppe Carletti, Massimo Vecchi e Marco Chiarelli)
8. L'arte degli amanti – 4:48 (Giuseppe Carletti, Lorella Cerquetti, Andrea Mei e Sergio Reggioli)
9. Come un fiume – 4:29 (Giuseppe Carletti, Daniele Campani e Pompilio Turtolo)
10. Il nome che non hai – 4:34 (testo: Elena Carletti, Danilo Sacco e Giuseppe Carletti – musica: Danilo Sacco e Giuseppe Carletti)

## Formazione
Gruppo
- Danilo Sacco – voce, chitarra
- Beppe Carletti – tastiera
- Cico Falzone – chitarra
- Massimo Vecchi – basso, voce
- Daniele Campani – batteria
- Sergio Reggioli – violino

Altri musicisti
- Andrea Griminelli – flauto traverso
- May – voce

## Classifiche
| Classifica | Posizione |
| ---------- | --------- |
| Italia     | 1         |